# 瑞景新苑駅
瑞景新苑駅（ずいけいしんえんえき）は中華人民共和国天津市北辰区に位置する天津地下鉄1号線の駅。
2018年7月31日より「西横堤駅」から「瑞景新苑駅」に改名した。

## 駅構造
- 相対式ホーム2面2線の高架駅で、ホームドア完備。出口はA～Bの2箇所ある。

## 駅周辺
- 奥林匹克運動城
- 瑞景小区
- 瑞景中学

## 歴史
- 2006年6月12日 - 開業。
- 2018年7月31日 - 瑞景新苑駅に改称。

## 隣の駅
- ■1号線

佳園里駅 - 瑞景新苑駅 - 劉園駅